# ISO 3166-2:CY
Kódy ISO 3166-2 pro Kypr identifikují 6 distriktů (stav v roce 2015). První část (CY) je mezinárodní kód pro Kypr, druhá část sestává ze dvou čísel identifikujících distrikt.

## Seznam kódů
| kód   | distrikt  |
| ----- | --------- |
| CY-06 | Girne     |
| CY-01 | Nikósie   |
| CY-04 | Famagusta |
| CY-03 | Larnaka   |
| CY-02 | Limassol  |
| CY-05 | Páfos     |